# Piptocoma
Piptocoma es un género de plantas fanerógamas perteneciente a la familia de las asteráceas. Comprende 25 especies descritas y de estas, solo 20 aceptadas.

## Taxonomía
El género fue descrito por Alexandre Henri Gabriel de Cassini y publicado en Bull. Sci. Soc. Philom. Paris 1817: 10. 1817. La especie tipo es: Piptocoma rufescens Cass.	

## Especies aceptadas
A continuación se brinda un listado de las especies del género Piptocoma aceptadas hasta septiembre de 2012, ordenadas alfabéticamente. Para cada una se indica el nombre binomial seguido del autor, abreviado según las convenciones y usos.
- Piptocoma acevedoi Pruski
- Piptocoma acuminata (Kunth) Pruski
- Piptocoma antillana Urb.
- Piptocoma areolata (Wurdack) Pruski
- Piptocoma barinensis (Aristeg.) Pruski
- Piptocoma dentata Alain
- Piptocoma discolor (Kunth) Pruski
- Piptocoma ekmanii Alain
- Piptocoma hypochlora (S.F.Blake) Pruski
- Piptocoma macrophylla (Sch.Bip.) Pruski
- Piptocoma milleri (J.R.Johnst.) Pruski
- Piptocoma neglecta (Stutts) Pruski
- Piptocoma niceforoi (Cuatrec.) Pruski
- Piptocoma roraimensis (Steyerm.) Pruski
- Piptocoma rufescens Cass.
- Piptocoma samanensis Alain
- Piptocoma schomburgkii (Sch.Bip.) Pruski
- Piptocoma spruceana (Benth.) Pruski
- Piptocoma trujillensis (Aristeg.) Pruski
- Piptocoma vernonioides (Kunth) Pruski